# Sara Svensson
Sara Marie Svensson, född 6 april 1977 i Vaggeryd, är en dömd mördare som den 10 januari 2004 mördade Alexandra Fossmo och allvarligt skadade sin granne Daniel Linde. Detta skedde på anstiftan av pastor Helge Fossmo och var en del av det som kom att kallas Knutbydramat.
Efter att ha utexaminerats från omvårdnadsprogrammet i gymnasieskolan arbetade Svensson ett år med personer med funktionsnedsättningar. Året efter gick hon Bibelskola Livskraft i Aneby. Som praktik valde hon att vara i Knutby en månad. I oktober 1998 gick Svensson i Knutbyförsamlingens träningsskola och upplevde att Gud ville att hon skulle flytta dit. Hon gifte sig i september 2000, men flyttade i juni 2001 in hos Helge Fossmo.
Den 8 november 2003 misshandlade hon Alexandra Fossmo med en hammare, men händelsen polisanmäldes inte. Hon fick istället lämna Knutby och åkte till sin far i Vaggeryd. Helge Fossmo fortsatte att ha tät telefonkontakt med henne. Han förmådde henne att köpa ett vapen, vilket hon gjorde med hjälp av Farid Lamrani, som kan ha varit polisinformatör. Fossmo dömdes för att ha påverkat Svensson att bege sig till Knutby den 10 januari 2004.
Efter mordet åkte Svensson från Knutby mot Småland där hon i Vrigstad i Sävsjö kommun kastade vapnets ljuddämpare i en papperskorg vid Vrigstad Wärdshus. Därefter fortsatte Svensson genom Småland för att från Ölandsbron kasta revolvern i Kalmarsund, där dykare senare fann den efter Svenssons anvisningar. Hon greps nästa dag, erkände mord och mordförsök, men hävdade att ingen annan var inblandad. Teknisk bevisning i form av telefontrafik visade annat, och två veckor senare greps Fossmo.
Svensson vårdades på rättspsykiatriska regionkliniken i Vadstena, och skrevs ut i december 2011. Efter utskrivningen vårdades hon i öppenvården och studerade textil vid Vadstena folkhögskola.